# Grace Hartman
Grace Hartman (7 de enero de 1907 – 8 de agosto de 1955) fue una actriz teatral estadounidense.

## Biografía
Nacida en San Francisco, California, estuvo casada con el actor Paul Hartman desde el año 1927 hasta el día de su muerte.
La artista ganó en 1948 el Premio Tony a la mejor actriz principal en un musical por su papel en Angel in the Wings.
Grace Hartman falleció en Van Nuys, California, en el año 1955, a causa de un cáncer.

## Teatro
- Tickets, Please! (27 de abril de 1950 – 25 de noviembre de 1950), Coronet Theatre
- Angel in the Wings (22 de enero de 1949 – 7 de mayo de 1949), Coronet Theatre
- Sketches by Grace Hartman (11 de diciembre de 1947 – 4 de septiembre de 1948)
- Top-Notchers (29 de mayo de 1942 – 20 de junio de 1942), 44th Street Theatre
- Keep 'em Laughing (24 de abril de 1942 – 28 de mayo de 1942), 44th Street Theatre
- Red, Hot and Blue (29 de octubre de 1936 – 10 de abril de 1937), Alvin Theatre
- Ballyhoo of 1932 (6 de septiembre de 1932 – 26 de noviembre de 1932), 44th Street Theatre

## Selección de su filmografía
- 1943 : Higher and Higher, de Tim Whelan
- 1948 : The Philco Television Playhouse (serie TV), 1 episodio
- 1949 : The Hartmans (serie TV)